# El Charco, Tecoanapa
El Charco är en ort i Mexiko.   Den ligger i kommunen Tecoanapa och delstaten Guerrero, i den södra delen av landet, 260 km söder om huvudstaden Mexico City. El Charco ligger 884 meter över havet och antalet invånare är 538.
Terrängen runt El Charco är huvudsakligen kuperad. El Charco ligger uppe på en höjd. Runt El Charco är det ganska tätbefolkat, med 65 invånare per kvadratkilometer. Närmaste större samhälle är San Francisco, 6,1 km söder om El Charco. I omgivningarna runt El Charco växer huvudsakligen savannskog.